# Claude Alphonse Delangle
Claude Alphonse Delangle (Varzy, 1797. április 6. – Párizs, 1869. december 21.) francia államférfi.

## Életútja
Jogi tanulmányainak befejezése után ügyvéd lett és jeles szónoki tehetsége révén 1840-ben a semmítőszék főügyészévé, majd bírájává nevezték ki és ez utóbbi állásában elnökölt a Praslin herceg ellen indított gyilkossági per tárgyalása alatt. 1846-ban képviselővé választották, de a februári forradalom után felhagyott a politikával és rövid ideig ügyvéd volt, majd Napóleon herceg elnökké választatása után (1851) a semmítőszék bírájává, később pedig a császári törvényszék elnökévé, majd szenátorrá nevezték ki. 1858. június 14-én belügyi, 1859. május 5-én igazságügyi miniszter lett. Utóbbi állásról 1863-ban lemondván, a szenátus első elnöke, majd a semmítőszék elnöke lett. Művei közül legnevezetesebb: Traité sur les sociétés commerciales (2 kötet, Párizs, 1843).